# 2-氨基乙基三甲基氯化铵
2-氨基乙基三甲基氯化铵是一种有机化合物，化学式为C5H15N2Cl，为季铵盐。它可由N,N-二甲基乙二胺和甲基化试剂在二碳酸二叔丁酯的保护下反应得到。它和异氰酸乙酯反应，可以得到[(2-乙氨基羰基)氨基乙基]三甲基氯化铵；它和异硫氰酸酯的反应类似。